# Baton (słodycze)

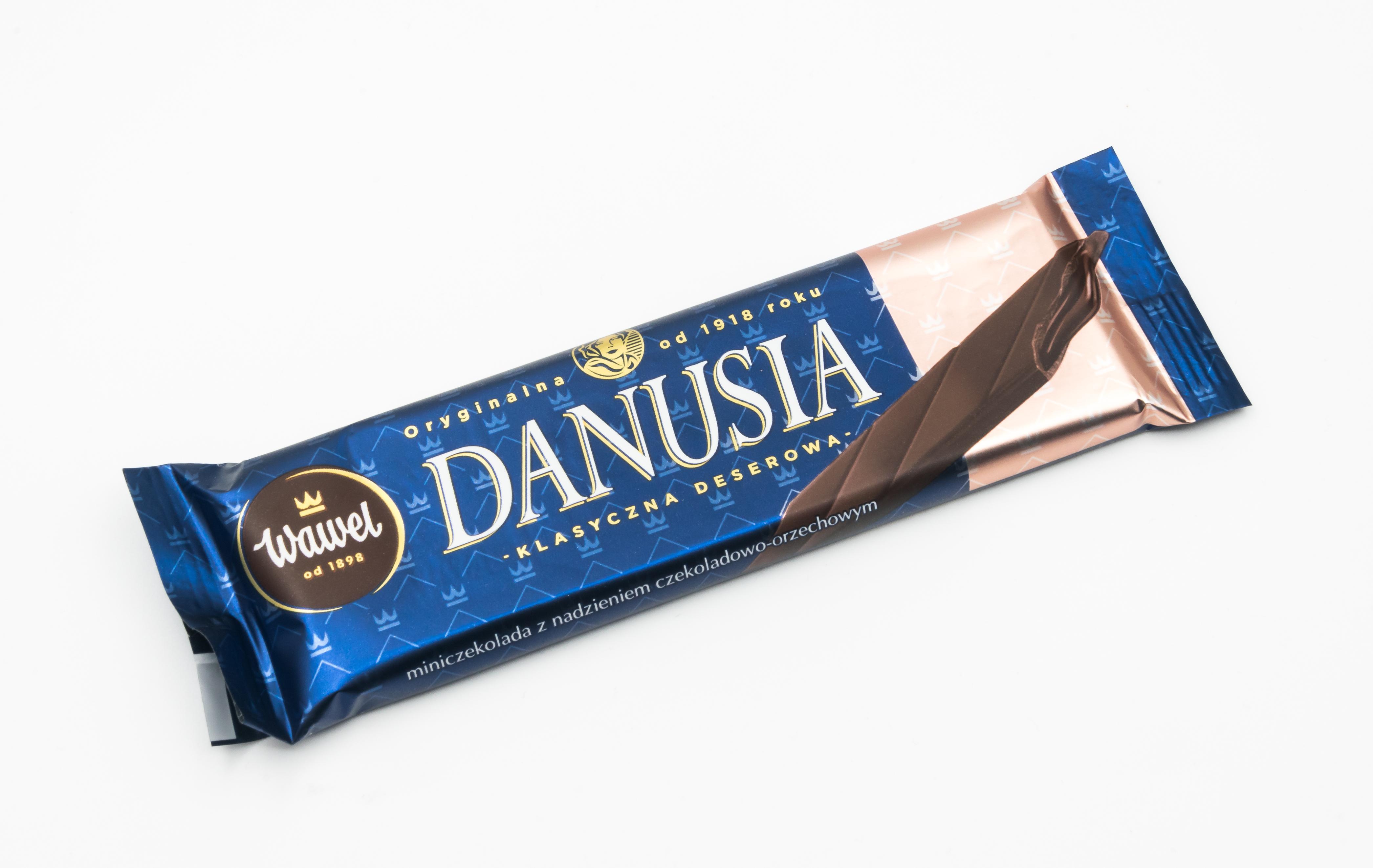
Baton Danusia

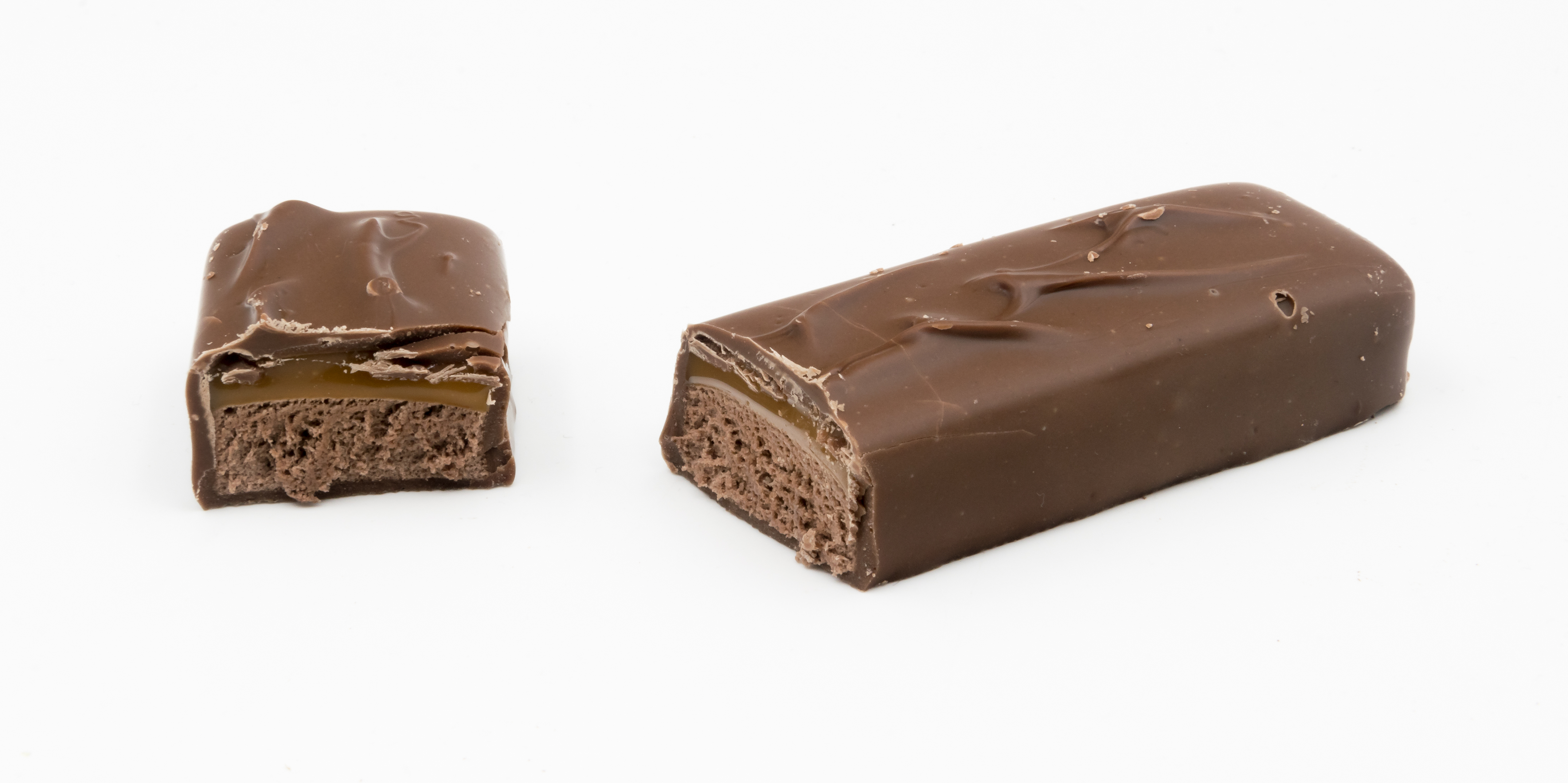
Baton Mars

Baton – rodzaj podłużnych słodyczy o niewielkich rozmiarach. Zazwyczaj składa się z nadzienia o różnych smakach (np. toffi, orzechowy, waniliowy itp.), którego wierzchnia warstwa pokryta jest czekoladą (batonik czekoladowy). Istnieją także dietetyczne odmiany batoników oraz batoniki dla diabetyków.